# Епархия Мачикеса
Епархия Мачикеса (лат. Dioecesis Machiquesensis) — епархия Римско-католической церкви с центром в городе Мачикес, Венесуэла. Епархия Мачикеса входит в митрополию Маракайбо. Кафедральным собором епархии Мачикеса является церковь Пресвятой Девы Марии Кармельской.

## История
26 мая 1943 года Папа Римский Пий XII издал буллу «Zuliensis Dioeceseos», которой учредил апостольский викариат Мачикеса, выделив его из епархии Сулии (сегодня — архиепархия Маракайбо).
9 апреля 2011 года Папа Римский Бенедикт XVI издал буллу «Cum Vicariatus», которой преобразовал апостольский викариат Мачикеса в епархию.

## Ординарии епархии
- епископ Анхель Туррадо Морено, O.F.M.Cap.[1] (4.09.1944 — январь 1954);
- епископ Мигель Сатурнино Ауррекоэчеа Паласиос, O.F.M.Cap. (19.12.1955 — 10.03.1986);
- епископ Агустин Ромуальдо Альварес Родригес, O.F.M.Cap. (10.03.1986 — 7.10.1995);
- епископ Рамиро Диас Санчес, O.M.I. (24.01.1997 — 9.04.2011);
- епископ Хесус Альфонсо Герреро Контрерас, O.F.M.Cap. (с 9 апреля 2011 года).